# Spilosoma pardalina
Spilosoma pardalina är en fjärilsart som beskrevs av Walker 1864. Spilosoma pardalina ingår i släktet Spilosoma och familjen björnspinnare. Inga underarter finns listade i Catalogue of Life.